# Leptokarya (Pyli)
Leptokarya (griechisch Λεπτοκαρυά (f. sg.)) ist ein Dorf im Gemeindebezirk Pynda (Πινδαίων) der Gemeinde Pyli in der griechischen Region Thessalien. Durch eine Straße ist es mit Moschofito im Norden und Panagioteïka (Valkano) im Süden verbunden. Nördlich von Moschofito, mit dem sie eine Verwaltungseinheit bildet, verläuft die Ethniki Odos 30 (Arta-Trikala) als nächste Anbindung an den Fernverkehr.